# Wayne Easter
Pour les articles homonymes, voir Easter (homonymie).
Arnold Wayne Easter, né le 22 juin 1949 à North Wiltshire (Île-du-Prince-Édouard), est un homme politique canadien député à la Chambre des communes du Canada sous la bannière du Parti libéral pour la circonscription de prince-édouardienne Malpeque de 1993 à 2021.